# Juryn (roman)
Juryn (originaltitel: A time to Kill) är en roman från 1989 av John Grisham.

## Handling
En tioårig afroamerikansk flicka våldtas och misshandlas brutalt av två vita sydstatsmän. Misshandeln har rasistiska förtecken. Flickans far beslutar sig för att ta lagen i egna händer. Under den tio dagar långa rättegången som uppmärksammas långt utanför USA:s gränser, flammar korsen i Clanton och krypskytteeldens spöke vandrar genom delstaten.

## Om romanen
Romanen filmatiserades 1996 i regi av Joel Schumacher och med Sandra Bullock, Samuel L. Jackson, Patrick McGoohan, Kevin Spacey, Donald och Kiefer Sutherland samt Matthew McConaughey i rollerna. Filmatiseringen ses som betydelsefull både för Jacksons, McConaugheys och Kiefer Sutherlands skådespelarkarriärer. 